# Lagoa da Vela
Lagoa da Vela es una de las cinco lagunas del concejo de Figueira da Foz y forma parte del sistema de lagunas de agua dulce de Quiaios, Bom Sucesso y Tocha.
Se sitúa en la freguesia de Bom Sucesso, juntos a las Dunas de Quiaios y está inserta en un área protegida por la Red Natura. 
Se localiza en un área de cordones dunares estabilizados (lado oceánico de las lagunas) y áreas eólicas sin estructura dunar (lado continental). Es un área con suelos muy permeables, lexiviados y podzolizados.